# Triunfo del Porvenir
Triunfo del Porvenir är en ort i Mexiko.   Den ligger i kommunen Xicoténcatl och delstaten Tamaulipas, i den centrala delen av landet, 400 km norr om huvudstaden Mexico City. Triunfo del Porvenir ligger 78 meter över havet och antalet invånare är 193.
Terrängen runt Triunfo del Porvenir är mycket platt, och sluttar söderut. Runt Triunfo del Porvenir är det ganska glesbefolkat, med 34 invånare per kvadratkilometer. Närmaste större samhälle är Ciudad Mante, 18,1 km söder om Triunfo del Porvenir. Trakten runt Triunfo del Porvenir består till största delen av jordbruksmark.